# Hunyady László (főispán)
Gróf Hunyady László (Buda, 1826. július 26. - Budapest, 1898. december 30.) 48-as honvéd zászlóalj-parancsnok, országgyűlési képviselő, főispán

## Élete
Gróf Hunyady Ferenc nagybirtokos, császári királyi kamarás és gróf Zichy Júlia fia. 1856-tól felesége gróf Csáky Sarolta (?-1906).
Jogot végzett és a Budai Helytartótanácsnál lett hivatalnok. 1846-ban a Verebélyi és szentgyörgyi érseki szék táblabírájává választották. 1848. októberében főhadnagy volt a Bars vármegyében alakuló 17. honvédzászlóaljnál. Decembertől százados. A téli, a tavaszi és a nyári hadjárat során alakulatával a felső-tiszai és az I. hadtest kötelékében küzdött. 1849. júliusától a VIII. hadtest (komáromi várőrség) Esterházy-hadosztályának segédtisztje volt. Augusztustól őrnagy, a 127. zászlóalj parancsnoka egészen a komáromi vár feladásáig.
1850-1856 között emigrációban élt. 1861-től országgyűlési képviselő. 1867-től a Moson megyei Honvédegylet elnöke. 1867-1872 között Moson vármegye főispánja, majd 1872-1892 között ismét országgyűlési képviselő és a főrendiház tagja. 1890-től a Buda Városi Honvédegylet elnöke volt.